# Missing Man Formation
Missing Man Formation byla americká rocková skupina, založená klávesistou skupiny Grateful Dead Vince Welnickem v roce 1996. Ve skupině hráli napíklad i Steve Kimock, Prairie Prince, Robin Sylvester a další. Skupina v roce 1998 vydala své jediné album Missing Man Formation.